# Karl Gottlieb von Windisch
Karl Gottlieb von Windisch (ung. Windisch bzw. Vindis Károly, lat. Carolus Theophil Windisch; * 27. Januar 1725 in Preßburg; † 30. März 1793 ebenda) war Kaufmann, Privatgelehrter, Herausgeber und Historiker.

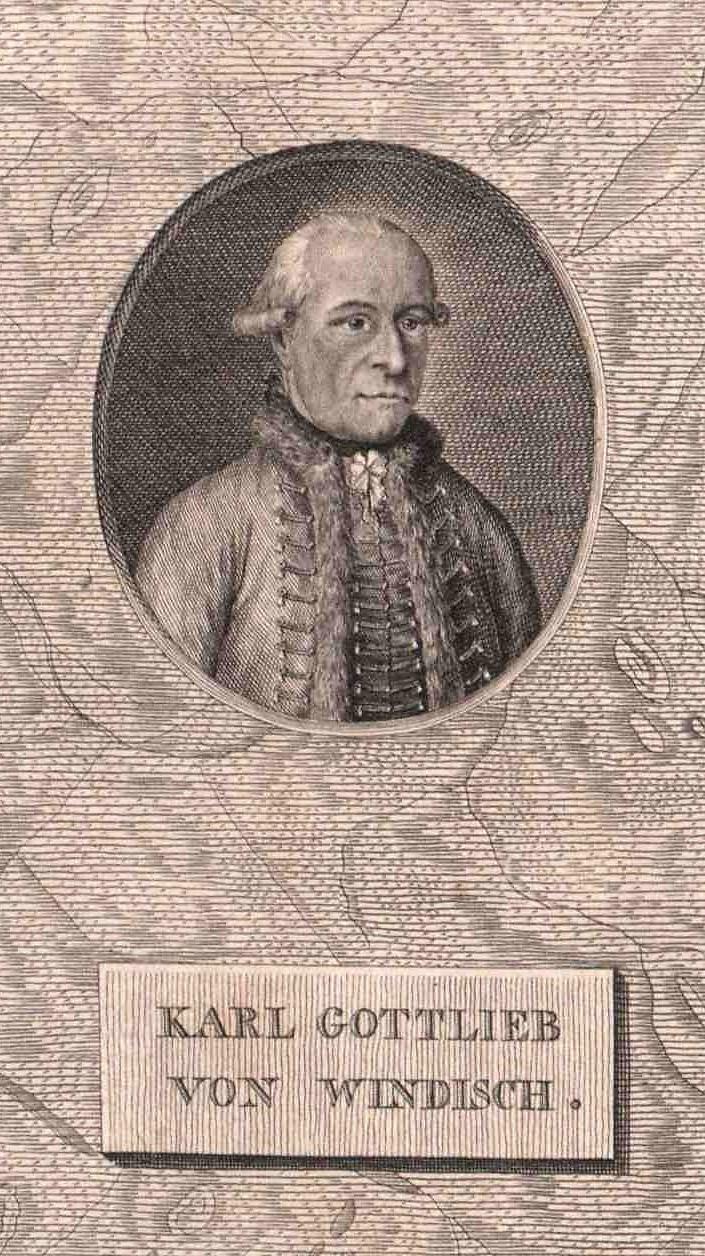
Karl Gottlieb Windisch, Porträt aus der Zeitschrift Neues Ungrisches Magazin

## Leben

### Gesellschaftspolitischer Hintergrund
Obzwar adeliger Herkunft verkörperte Carl Gottlieb von Windisch den Typus des aufgeklärten und stolzen Bürgers des 18. Jahrhunderts. Sein Denken wurde sehr stark von der spättheresianischen Zeit aber vor allem vom Rationalismus, sowie dem aufklärerischen Gedankengut um Kaiser Joseph II., geprägt. Das deutsche Bürgertum spielte in jener Zeit im Königreich Ungarn eine herausragende Rolle. Gegenüber der vorreformatorischen Zeit, in der man hauptsächlich nach Österreich und Süddeutschland orientiert war, trat mit der Glaubensspaltung eine wesentliche Wende ein. Die Reformation Martin Luthers bedeutete auch für die Deutschen Altungarns eine Neuorientierung in Glaubensfragen. Seither begegnete der protestantisch gewordene Bürger Altungarns allen, aus Süddeutschland und Österreich kommenden geistigen Regungen mit unverhohlenem Misstrauen. Obzwar Preßburg, seit der Durchführung der Gegenreformation mehrheitlich wieder dem katholischen, österreichischen Kulturraum angehörte, gab es innerhalb des Stadtgefüges eine bedeutende protestantisch, lutherisch geprägte Minderheit, die sich kompromisslos an die Confessio Augustana gebunden fühlte. Preßburg hatte immerhin eine der größten evangelisch-lutherischen Gemeinden im gesamten Königreich Ungarn. Das war die geistige Atmosphäre in der ersten Hälfte des 18. Jahrhunderts, in die Carl Gottlieb von Windisch hinein geboren wurde.

### Junge Jahre und Werdegang
Carl Gottlieb von Windisch ist (vermutlich) am 27. Januar 1725 in Preßburg geboren worden; gemäß Eintrag der Pfarrmatrikel der Deutschen Evangelischen Kirchengemeinde A.B. wurde er am 28. Januar 1725 getauft. Über die Herkunft der Familie stehen uns nur Vermutungen zur Verfügung. Aus dem Nachlass seines späteren Schwiegersohnes Ludwig Schedius scheint hervorzugehen, dass die Windischs vermutlich aus der Zips stammten.
Im Jahre 1731 begann Windisch seine Schulzeit am altehrwürdigen Evangelischen Lyzeum in Preßburg; im Jahre 1736 schickte ihm der Vater nach Raab um Ungarisch zu lernen. 1738 fanden wir ihn auf einem Gymnasium in Trentschin, um sich auch die slowakische Sprache anzueignen. Seine Lieblingsfächer waren Geschichte und Erdkunde. Windisch hätte gerne eine Hochschule in Deutschland besucht. Seine Mutter unterstützte anscheinend diesen Plan, der Vater jedoch widersetzte sich und ließ ihm zum Kaufmann ausbilden. Neben seiner Ausbildung zum Kaufmann studierte er privat jedoch emsig weiter (Sprachen, Malerei etc.) und unternahm zahlreiche ausgedehnte Reisen nach Österreich und Süddeutschland (Augsburg). Nach seiner Rückkehr trat er in das väterliche Geschäft als Kaufmann ein.
Im Jahre 1747 ließ er sich mit Maria Sophie Beer, der Tochter seines ehemaligen Lehrers trauen und bezog eine eigene Wohnung. Aus dieser 14-jährigen Ehe gingen mehrere Kinder hervor, die er jedoch alle überlebte. Seine erste Frau starb im Jahre 1761 in Preßburg. Im Jahre 1772 heiratete er zum zweiten Male. Seine zweite Frau war die Senatorstochter Marie Christine Bayer. Aus dieser Ehe gingen zwei Töchter hervor, die Taufpatin dieser Töchter war Anna Maria Gobelius, die zweite Ehefrau Wolfgang von Kempelens, mit welchem die Familie eng befreundet war.

### Reife Jahre
Windisch entwickelte sich zum tüchtigen Kaufmann, er betrieb ein durchaus lukratives Geschäft, überwiegend mit Eisenwaren und Wein. Nebenbei unterhielt er eine intensive Korrespondenz mit vielen bedeutenden Persönlichkeiten des In- und Auslandes. Er lernte Fremdsprachen und betätigte sich als Privatgelehrter. In der Folge seines Lebens bekleidete er zunächst verschiedene Ämter in seiner Heimatstadt: Senator (1768), Stadthauptmann (1774). Windisch, der neben Deutsch auch die ungarische, die slowakische, die italienische, die lateinische und vermutlich auch die englische Sprache beherrschte, erlangte im Laufe der Jahre immer größere Anerkennung von seinen Mitbürgern.
Am 24. April 1789 wird er „all[er]h[öch]sten Orts durch Se. Excell. dem würkenden Hen. Obergespann“ zum Bürgermeister vorgeschlagen und „durch 50 Stimmen zum Bürgermeister erwählet und zur Amtirung angestellet.“ Im Jahre 1793 sollte er als Bürgermeister wieder gewählt werden, aber er verstarb kurz vorher, am 31. März 1793. Zu seiner Zeit als Bürgermeister der Stadt bleibt zu vermerken, dass er seine Pflichten sehr ernst nahm und sich selbstlos für das Wohl seiner Mitbürger einsetzte. Seine Wesensart wird in allen historischen Quellen, durchaus als positiv bezeichnet.

### Windisch, Redakteur der Preßburger Zeitung

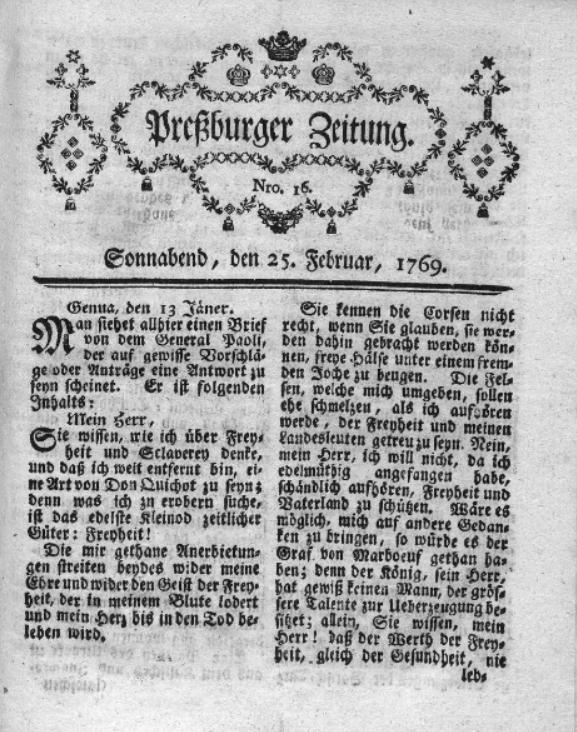
Titelblatt der Preßburger Zeitung aus dem Jahre 1769

Das Zeitungswesen war im Donauraum vor Windisch ziemlich kümmerlich. Es gab mehrere Versuche in Altungarn Zeitungen und Zeitschriften herauszugeben, aber allen diesen Versuchen war nur eine kurzlebige Dauer beschieden. Als ältester Versuch der Herausgabe einer eigenständigen Zeitung wurde der Versuch Matthias Bels angesehen, der ein in Latein geschriebenes Wochenblatt Nova Posoniensia herausgab. Die Zeitung erschien aber lediglich zwischen dem 30. Juli 1721 und 10. September 1722. Verlegt wurde sie bei dem Preßburger Buchdrucker Johann Paul Royer. Auch der zweimal in der Woche erschienene Mercurius, der zwischen 1730 und 1739 in Ofen herauskam – es handelte sich hierbei um eine Nachahmung des Wienerischen Diariums – war auch nur von kurzer Dauer und vermochte sich nicht zu behaupten.
Vor dem Zeitpunkt des Erscheinens der Preßburger Zeitung war die gebildete Bürgerschaft Preßburgs auf das Lesen importierter Zeitschriften angewiesen. Vor allem las man das – seit 1703 erscheinende – Wienerische Diarium. Dieses Blatt brachte jedoch nur spärliche Nachrichten aus und über das damalige Königreich Ungarn. Auch bereitete die permanente Anwesenheit der Erzherzogin Maria Christina und ihres Gemahls, des Statthalters Ungarns, Herzog Albert von Sachsen-Teschen im Preßburger Schloss und die damit verbundenen häufigen Besuche Maria Theresias in Preßburg, einen gewissen gesellschaftlichen und kulturellen Aufschwung in der Stadt. Diese Änderungen im Leben der Stadt begünstigten das Erscheinen einer eigenen Zeitung, die spezifisch auf Preßburg bzw. Altungarn zugeschnitten werden sollte. Die regelmäßig in Preßburg stattfindenden Landtage und die damit verbundene Berichterstattung verlangten ebenfalls nach einer eigenen Presse.
Auf Anregung von Windisch wurde die Preßburger Zeitung ins Leben gerufen. Über Jahrzehnte hinweg war sie das maßgebende Blatt des deutschen Bürgertums Preßburgs und dessen Umland. Der Preßburger Buchdrucker Johann Michael Landerer war ihr erster Herausgeber. Ihr erster Redakteur und gleichzeitig geistiger Urheber war jedoch Carl Gottlieb von Windisch. Diese Position hatte er bis zum Jahre 1773 inne.

### Der Aufklärer
Das Zeitalter der Aufklärung hielt etwa seit der Mitte des 18. Jahrhunderts Einzug auch im Donauraum. Bereits unter Maria Theresia nahm die Verbreitung aufklärerischer Ideen ihren Anfang. Und unter Joseph II. wirkte sich der – als „Josephinismus“ bezeichnete – kulturelle Einfluss Wiens auch auf die Städte Ungarns immer stärker aus. Und Preßburg bildete keine Ausnahme. Einerseits wirkten noch die Rekatholisierungsversuche der Gegenreformation nach, andererseits war Preßburg auch wegen seiner räumlichen Nähe Wiens, den bestimmenden Einfluss der Kaiserstadt wesentlich stärker ausgesetzt, als andere Städte Altungarns.
Diese Strömungen beeinflussten auch die evangelische Minderheit Preßburgs. Natürlich war man auch hier bestrebt, den hohen Bildungsstandard – der vom Evangelischen Lyzeum ausging – nicht nur beizubehalten, sondern auch noch zu verbessern. Das Lyzeum war hoch angesehen und ein Sprungbrett für ein weiterführendes Studium in Deutschland, dem Land mit den bedeutendsten Universitäten ihrer Zeit. Deshalb besuchten traditionsgemäß viele Theologen des damaligen Oberungarn evangelische theologische Universitäten im protestantischen Teil Deutschlands (Halle, Jena), wo sie die Gedanken des theologischen Rationalismus kennenlernen und in ihre Heimat mitbrachten. Und so entwickelte sich bereits Anfang des 18. Jahrhunderts Preßburg zu einem Mittelpunkt des Rationalismus, der in großen Teilen der protestantischen Lehrerschaft und Geistlichkeit eine bedeutende Stütze hatte.
Seit 1714 war der hervorragende Gelehrte Matthias Bel Rektor des Preßburger Evangelischen Lyzeums; seit 1719 war er auch 'Erster Prediger' der Deutschen Evangelischen Gemeinde A. B. der Stadt. Bel, einer der bedeutendsten Denker seiner Zeit, wirkte nachhaltend aufklärerisch, obzwar dieser – als Schüler August Hermann Franckes – in seinem Inneren zeitlebens tief dem Pietismus verhaftet blieb.
Von dieser Welle des Aufklärertums wurde natürlich auch Windisch erfasst, da seine Lehrer nahezu ausnahmslos Anhänger von Bel waren. Und so entwickelte sich Windisch zum Prototyp eines aufgeklärten deutschen Bürgers in Altungarn. Mit seinem Fleiß und seiner Schaffenskraft war er ehrlich bemüht kulturelle Werte nicht nur zu schaffen, sondern auch zu verbreiten! In weltanschaulichen Fragen wurde er zum Freidenker, was seit 1755 auch seine Mitgliedschaft in der Freimaurerloge Zur Reinigkeit, einer der ersten Freimaurerlogen des Kaisertums, beweist. Im Jahrzehnt der Regierungszeit Josephs II. erfolgte dann nahezu eine Übersteigerung seiner aufklärerischen Geisteshaltung.
Zum Christentum nahm Windisch eine sehr distanzierte Haltung ein, auch wenn er es nicht öffentlich zeigte. Immer wieder führte er das Schlagwort im Munde, dass man „gegen die Finsternis ankämpfen müsse“. Der katholischen Kirche gegenüber empfand er Abneigung, die zeitweise nahezu feindselige Züge annahm. Aber auch mit der damals bestehenden Form des Protestantismus ist Windisch äußerst unzufrieden. Am 1. Februar 1782 schrieb er in einem Brief: „…ich kenne meine Glaubensgenossen. Ohne auch sie an ihre Pflichten zu erinnern, ihren Stall ebenfalls auszukehren, kann man nichts Erbauliches sagen.“ Daraus war ersichtlich, dass er auch das Luthertum Preßburgs gerne reformieren wollte.
Die Aufklärer Preßburgs wünschten auch ein neues Evangelisches Gesangbuch. Es sollte auf den Grundsätzen des vom Rationalismus geprägten „guten Menschenverstands“ aufgebaut werden und die „alten ‚unmodernen’ Kirchenlieder, die zu ihrer Zeit brauchbar waren, aber für die gegenwärtigen Zeiten in ihren Vorstellungen zu dunkel und mystisch, oder in ihren Ausdrücken zu rau und niedrig sind“ sollten daraus entfernt werden. Die Rationalisten gingen so weit, dass im neuen Gesangbuch selbst bedeutende Lieder der Reformationszeit nicht mehr vertreten waren. Selbst Martin Luthers „Ein feste Burg ist unser Gott“ fand keinen Eingang in das neue Gesangbuch!
Windisch nahm an dieser Entwicklung regen Anteil. Bereits 1786 erschien in Preßburg eine Vorarbeit zum neuen Gesangbuch (Sammlung christlicher Lieder und Gesänge zum Gebrauche evangelischer Religionsverwandter, Preßburg 1786). Damit sollte einem neuen Preßburger Gemeindegesangbuch der Weg gebahnt werden. Im Kirchenprotokoll vom 10. April 1787 wird Windisch als Mitglied der „Gesangbuchdeputation“ und von Crudy wird er als „Sekretär des Redaktionsausschusses“ bezeichnet. Der geistige Urheber des gesamten Unternehmens war jedoch der damalige Senior der Gemeinde, Pfarrer Daniel von Crudy. Die Erstausgabe des Gesangbuches mit dem Titel: Neues Gesang- und Gebetbuch zum gottesdienstlichen Gebrauche der evangelischen Gemeinde in Preßburg erschien im Jahre 1788 in Preßburg. Wegen des starken rationalistischen Einflusses der in Preßburg herrschte, hielt sich dieses Gesangbuch ziemlich lange; es erreichte mehrere Auflagen (1788, 1829); und selbst noch im Jahre 1880 wurde das „Crudysche Gesangbuch“ in Ungarisch-Altenburg nochmals nachgedruckt.

### Der Literat
Windisch beherrschte neben Deutsch auch die ungarische und die slowakische Sprache recht gut. Durch seine vielseitige und umfangreiche Bildung, avancierte er rasch zu einer zentralen Figur des literarischen Lebens im Königreich Ungarn. Er unterhielt eine ausführliche und umfangreiche Korrespondenz mit Persönlichkeiten des In- und Auslandes. Neben seiner Arbeit als Herausgeber und Redakteur der Preßburger Zeitung machte er sich durch Veröffentlichung zahlreicher historischer und geographischer Werke, auch als Autor – der in der damaligen Zeit international bekannt war – einen guten Namen. Er avancierte zu einer zentralen Figur des literarischen Lebens im Königreich Ungarn, was durch eine umfangreiche Korrespondenz belegt wird. Neben der Veröffentlichung zahlreicher historischer und geographischer Werke ist insbesondere seine Tätigkeit als Herausgeber der ersten (deutschsprachigen) Gelehrtenzeitschriften im Königreich Ungarn hervorzuheben. Als Anerkennung seiner wissenschaftlichen Tätigkeit wurde er zum Ehrenmitglied der Augsburger, Olmützer und Altdorfer Gelehrtengesellschaften ernannt. Er dürfte während der Jahre 1758 bzw. 1762 auch maßgeblich an der Gründung einer Gelehrten-Gesellschaft in Preßburg beteiligt gewesen sein. Es war dies die Pressburgische Gesellschaft der Freunde der Wissenschaften. Windisch verstarb im Jahr 1793. Er bekleidete damals noch das Amt des Bürgermeisters und gab eine eigene Zeitschrift mit dem Titel Neues Ungrisches Magazin heraus.

## Werke und Schriften
Von Windisch herausgegebene Zeitungen und Zeitschriften
- Preßburger Zeitung (1764–1773)[11]
- Der Freund der Tugend (1767–1769)
- Preßburgisches Wochenblatt zur Ausbreitung der Künste und Wissenschaften (1771–1773)
- Ungrisches Magazin, oder Beyträge zur vaterländischen Geschichte, Erdbeschreibung, und Naturwissenschaft. 4 Bde. (1781–1783, 1787)
- Neues Ungrisches Magazin (1791–1792)

### Werke

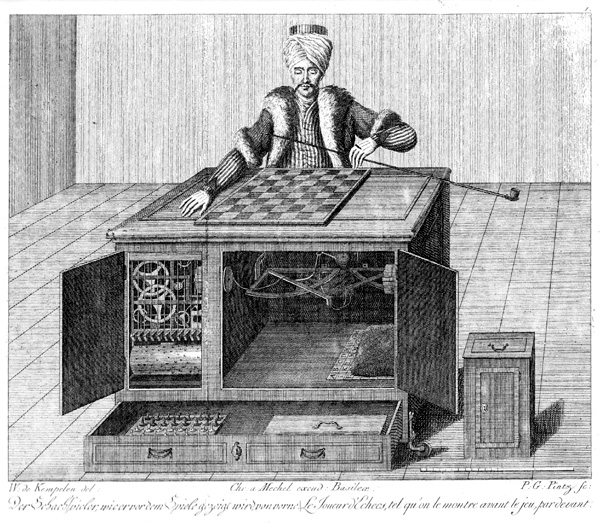
Kupferstich aus der Schrift über Kempelens Schachtürken

- Hanswurst. Ein Lustspiel in einem Aufzuge. Pressburg, 1761
- Der vernünftige Zeitvertreiber. Pressburg, 1770
- Politische, geographische und historische Beschreibung des Königreichs Hungarn. Pressburg, 1772 (Anonym ersch.)
- Kurzgefasste Geschichte der Ungarn von den ältesten, bis auf die itzigen Zeiten... Pressburg, 1778
- Geographie des Königreichs Ungarn. Mit Kupfern und 2 illuminirten Karten. 2. Bde. Pressburg, 1780
- Betrachtung über den Tod Ihro Majestät Maria Theresia vor einer Versammlung, von einem Ungar. Pressburg, 1780
- Briefe über den Schachspieler des Hrn. von Kempelen nebst drey Kupferstichen die diese berühmte Maschine vorstellen, herausgegeben von Chr. von Mechel... Pressburg, 1783
- Geographie und Geschichte des Königreichs Ungarn für die Jugend. 3. Auflage. Pressburg, 1785
- Sammlung christlicher Lieder und Gesänge zum Gebrauche evangelischer Religionsverwandten. Pressburg, 1785
- Neues Gesang- und Gebetbuch zum gottesdienstlichen Gebrauche der evangelischen Gemeinde in Pressburg. Pressburg, 1788
- Geographie des Grossfürstenthums Siebenbürgen. Pressburg, 1790 [Verfasserschaft umstritten][12]
- Beschreibung der Feierlichkeiten bei der Krönung Seiner Kaiserl. Majestät Leopold des Zweiten zum ungarischen König den 15. Novemb. 1790. Pressburg